# Tulburarea de personalitate Haltlose
Tulburarea de personalitate Haltlose este, conform ICD-10, o tulburare de personalitate în care persoanele afectate sunt egoiste, iresponsabile și hedoniste. „Haltlos” este un cuvânt german care, în acest context, se referă la un stil de viață în derivă, care se zbate, fără scop, iresponsabilă.
Persoanele afectate prezintă multe asemănări cu tulburarea de personalitate disocială și tulburarea de personalitate antisocială , conform omologului DSM. Caracteristicile acestor personalități sunt: 
- au o orientare puternică a prezentului, fără obiective pe termen lung
- nu au conștiinciozitate sau concentrare
- nu simt remușcări și nu învață din experiență

Aceștia sunt de obicei supra-optimistici, au farmec și sunt ușor de convins, caracteristici comune cu tulburarea de personalitate histrionică .     
Multe persoane cu tulburare Haltlose sunt alcoolice și asociate cu persoanele antisociale.